# 蘇勳倫
蘇勳倫（2000年5月20日—），出生於廣東省潮州市，中國男歌手、演員，前男子組合新風暴成員，在隊內擔任主唱。
粉絲名為“藍莓”。應援色：莓蓝雪白；色號：3E55AB+FCF6F5

## 經歷
2017年，成為樂華娛樂旗下練習生，赴國外進行一年多的訓練。

2019年，作為選手參加優酷競演類真人秀節目《以團之名》，以新風暴組合成員身份出道。成團後，隨組合發行首張數字迷你專輯《CHA CHA CHA》。組合於2021年3月解散。

2020年6月，作為選手參加優酷偶像競演養成類選秀節目《少年之名》，最終獲得第11名。

2022年1月15日，推出首支個人單曲《MY ONLY.至爱》。5月加盟太合音樂集團旗下廠牌海蝶音樂，推出個人單曲《藏在信封的花》，並參與作詞。

2023年5月22日，推出首張個人EP《尋倫 Looking for me in hiding》，收錄了5首歌。褪去以往枷鎖找回自我，重新出發。

## 音樂作品

### 迷你專輯
| 專輯 | 專輯資料                                                                             | 曲目                                             |
| 1st  | 首張個人EP 《尋倫 Looking for me in hiding》 - 發行日期： 2023年5月22日 - 語言：國語 | 1.藏在信封的花 2.走 3.無限可能 4.時空失重 5.晚睡 |

### 單曲
| 發行日期        | 歌曲         | 作詞           | 作曲           |
| 2022年 1月15日  | MY ONLY.至愛 | 林耕禾         | 林耕禾         |
| 2022年 5月26日  | 藏在信封的花 | 蘇勳倫         | 周佑恆         |
| 2022年 7月26日  | 走           | 金天、蒲家輝   | C7             |
| 2022年 9月28日  | 無限可能     | 趙東昆、張粒沙 | 冪雅           |
| 2023年 5月9日   | 時空失重     | 龐煒琛         | 龐煒琛         |
| 2023年 8月22日  | 放個假       | Coolz          | Coolz          |
| 2023年 12月25日 | 告白         | 蘇勳倫、大大卷 | 蘇勳倫、大大卷 |

## 影視作品

### 電視劇
| 年份   | 播出平台／電視台 | 劇名               | 角色   |
| 2020年 | 愛奇藝、深圳衛視 | 他其實沒有那麼愛你 | 林非凡 |
| 2021年 | 愛奇藝           | 變成你的那一天     | 程樂一 |
| 2023年 | 優酷視頻         | 光·淵              | 周懷幸 |

### 綜藝節目
| 年份   | 播放平臺           | 節目名稱           | 備註                           |
| 2019年 | 優酷               | 以團之名           | 參賽選手                       |
| 2020年 | 優酷               | 少年之名           | 參賽選手                       |
| 2021年 | QQ音樂             | 見面吧電台         | 表演嘉賓                       |
| 2021年 | 騰訊視頻、騰訊體育 | 超新星運動會第四季 | 參賽選手，奪得男子射擊項目銀牌 |
| 2021年 | 愛奇藝             | 發光的名字         | 參賽練習生                     |
| 2022年 | 騰訊視頻           | 閃亮的日子         | 嘉賓                           |
| 2022年 | 騰訊視頻、芒果TV   | 閃亮的日子第二季   | 嘉賓                           |
| 2022年 | CCTV-3             | 天天把歌唱         | 表演嘉賓                       |
| 2022年 | 芒果TV             | 百分百開麥         | 表演嘉賓                       |
| 2022年 | CCTV-15            | 全球中文音樂榜上榜 | 表演嘉賓                       |
| 2023年 | 騰訊視頻           | 閃亮的日子第四季   | 嘉賓                           |
| 2023年 | 愛奇藝             | 家務優等生         | 第四輪優等生                   |

## 演唱會、音樂節

### 演唱會
| 日期           | 城市 | 名稱                 | 場地         |
| 2021年 7月17日 | 蘇州 | 樂華12周年家族演唱會 | 蘇州奧體中心 |

### 音樂節
| 日期                    | 城市   | 名稱                       | 地點                        |
| 2023年 5月13日          | 鄭州   | 嗨！青年音樂節             | 鄭州城市職業學院            |
| 2023年 5月27日          | 青島   | 青島艾可什機場音樂節       | 山東·青島流亭國際機場停機坪 |
| 2023年 6月10日          | 哈爾濱 | 嗨青年哈爾濱華德學院音樂節 | 哈爾濱華德學院              |
| 2023年 8月27日          | 南京   | 麥田音樂節                 | 南京·鼓樓·幕府山            |
| 2023年 9月16日          | 無錫   | 太湖音樂節                 | 無錫融創樂園旁邊大草坪      |
| 2023年 10月3日          | 佛山   | 國潮音樂節                 | 青年公園                    |
| 2023年 10月6日          | 淮安   | 洪澤湖畔音樂節             | 閱湖灣音樂草坪              |
| 2023年 10月15日         | 長沙   | 星巢祕境音樂節             | 馬欄山鴨嘴公園              |
| 2023年 10月28日（延期） | 合肥   | LMF音樂節                  | 駱崗中央公園                |
| 2023年 11月18日         | 汕頭   | Superlive音樂嘉年華        | 體育發展中心體育場          |
| 2023年 12月24日         | 深圳   | 國潮音樂嘉年華             | 深圳大運中心體育場          |
| 2024年 1月27日          | 大理   | 蒲公英音樂節               | 全民健身中心                |

## 個人活動

### 生日會
| 日期           | 城市 | 名稱                       | 場地              |
| 2023年 5月19日 | 北京 | 蘇勳倫5.20“倫到你了”生日會 | 集結社 Live House |

### 「伦到你了」巡演
| 日期            | 城市 | 名稱                    | 場地         |
| 2023年 12月22日 | 廣州 | YEAR-END PARTY 伦到你了 | SD Livehouse |

### 其他大型活動
| 日期           | 城市 | 活動                         | 備註 |
| 2022年 1月13日 | 北京 | 第七屆全球外交官中國文化之夜 |      |

## 獎項

### 個人榮譽
| 年份           | 榮譽                                         |
| 2022年         | 第七屆全球外交官中國文化之夜青年文化交流大使 |
| 2023年12月21日 | 抖音看見音樂計劃「人氣音樂人」               |

## 外部鏈接
- 蘇勳倫的新浪微博
- 蘇勳倫工作室的新浪微博
- 蘇勳倫的Instagram帳戶

- 蘇勳倫小红书 （页面存档备份，存于）